# 斯图尔特冰期
斯图尔特冰期是成冰纪的一次或多次冰期:729–732，当时全球都在反复经历大规模的冰川作用。:1–16斯图尔特冰期的长度很不确定，大约位于717至643 Ma。:459–462Stern等则认为这一时期在7.15～6.8億年前。:1–20
据Eyles和Young，“冰成岩在澳大利亚东南和加拿大北部科迪勒拉山脈的新元古代地层中尤为突出。斯图尔特冰川序列(约740 Ma)非整合地覆盖于伯拉群岩石之上。”斯图尔特序列包括两个大型混雜沉積岩-泥岩序列，展现了冰川兴亡周期。与北美洲拉皮坦群可以在地层上对应。
斯图尔特冰期的名称来自南澳州貝爾維尤高地附近的斯图尔特峡谷暴露的斯图尔特冰碛岩。

## 地質學
在每個大陸上都可以找到保存斯圖爾特冰冰川作用證據的岩石。值得注意的部分位於澳大利亞、加拿大、中國、衣索比亞、納米比亞、西伯利亞和斯瓦爾巴。
挪威北部羅伊什冰積可能在这一时期沉积。:765–788